# 纳博讷主教座堂
纳博讷圣茹斯特圣巴斯督旧主教座堂主教座堂 (Cathédrale Saint-Just-et-Saint-Pasteur de Narbonne)是一座罗马天主教宗座圣殿，供奉圣茹斯特圣巴斯督，位于法国南部纳博讷。
该堂曾是天主教纳博讷总教区的主教座堂，直到1801年并入天主教卡尔卡松教区。1886年成为宗座圣殿。2006年，成为卡尔卡松-纳博讷教区的共主教座堂。
该堂创建于4世纪，于445年11月29日完工。目前的哥特式教堂始建于1272年4月13日， 以未完成而著称。

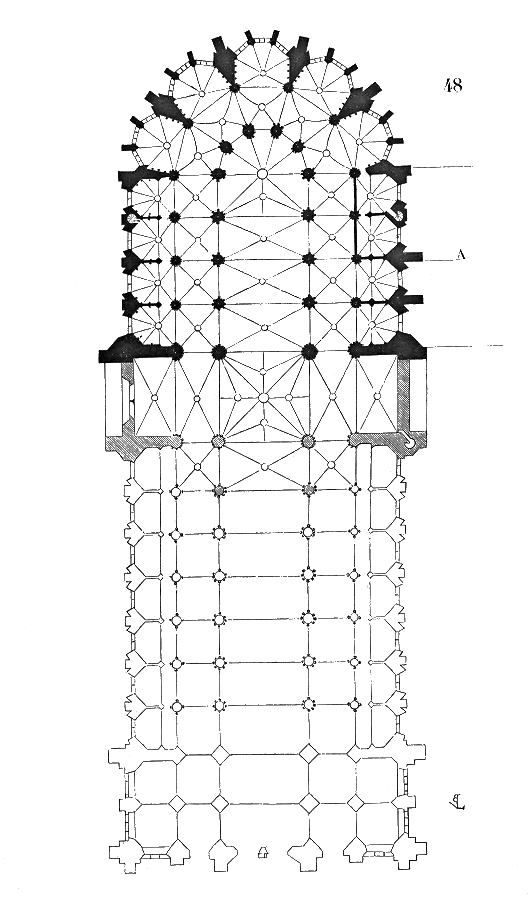